# Gustavo Porras Cortés
Gustavo Eduardo Porras Cortés (Managua, 11 de octubre de 1954) es un médico, sindicalista y político nicaragüense. Diputado en la Asamblea Nacional desde 2007 en la bancada del Frente Sandinista de Liberación Nacional, desde el 9 de enero de 2017 es el presidente de la Asamblea Nacional de Nicaragua.

## Trayectoria
Realizó sus primeros estudios en Instituto Pedagógico de Managua. 
Se graduó como Médico General en la Universidad Nacional Autónoma de Nicaragua, León  en el Departamento de León y posteriormente estudió la especialidad de médico internista,  Desde 1996 es jefe del Departamento de Medicina Interna de la Facultad de Medicina de la UNAN-Managua.
Es miembro honorario de la Asociación de Médicos Internistas de la República de Cuba y egresado de la Universidad Centroamericana de la Carrera de Administración de Empresas y ostenta un diplomado en Gerencia de Hospitales del Programa Interfacultativo de la Universidad de Chile, graduado con honores. 

### Activismo sindical y político
Sindicalmente se ha desempeñado como Secretario General de la Federación de Trabajadores de la Salud (FETSALUD) desde 1984, Coordinador Nacional del Frente Nacional de Trabajadores (FNT) desde 1996 y posteriormente Secretario General y es miembro de la Dirección Nacional del Frente Sandinista de Liberación Nacional (FSLN).
En el año 2002 fue presidente de la Comisión de Salud, Seguridad Social y Bienestar, miembro de la Comisión de Asuntos Económicos, Finanzas y Presupuesto, y miembro de la Comisión Especial Anticorrupción de la Asamblea Nacional. 
En 2007 fue elegido diputado en la bancada del Frente Sandinista de Liberación Nacional (FSLN) y reelegido en 2011 y en las elecciones de noviembre de 2016 ocupando el quinto puesto de la candidatura nacional.
El 9 de enero de 2017 en la apertura de legislatura del periodo (2017-2022) fue propuesto por la Bancada del Frente Sandinista, y electo Presidente de la Asamblea Nacional, de forma unánime, con 90 votos a favor.
Porras está considerado por algunos medios de comunicación como una persona de confianza de la Vicepresidenta Rosario Murillo.

#### Presunta participación en persecuciones políticas
Gustavo Porras es acusado por algunas personas de ser uno de los reclutadores de los "Grupos de Choque" sandinistas.  
En el año 2016, mientras era diputado de la Asamblea Nacional se produjo la destitución de diputados opositores hecho que generó una gran discusión. También, bajo su mandato, se aprobó una "Ley Anti-Terrorismo" que recibió críticas de los sectores opositores al gobierno.
En el año 2019, fue sancionado por el Gobierno de Estados Unidos. Funciones le fueron restadas de la Asamblea Nacional por dichas sanciones, las que él denomina como un "honor".